# 上環（西港城）總站

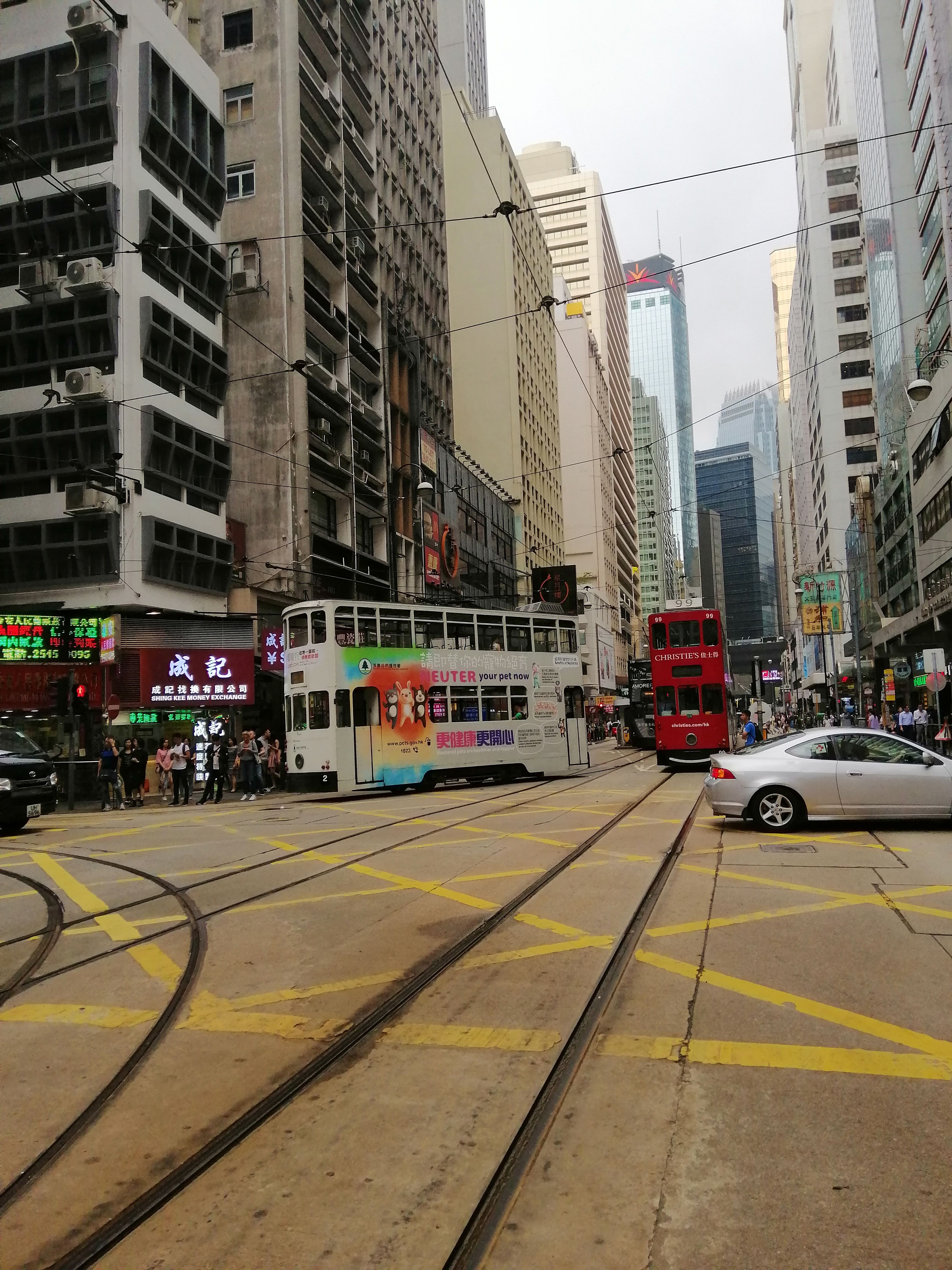
電車正駛向總站

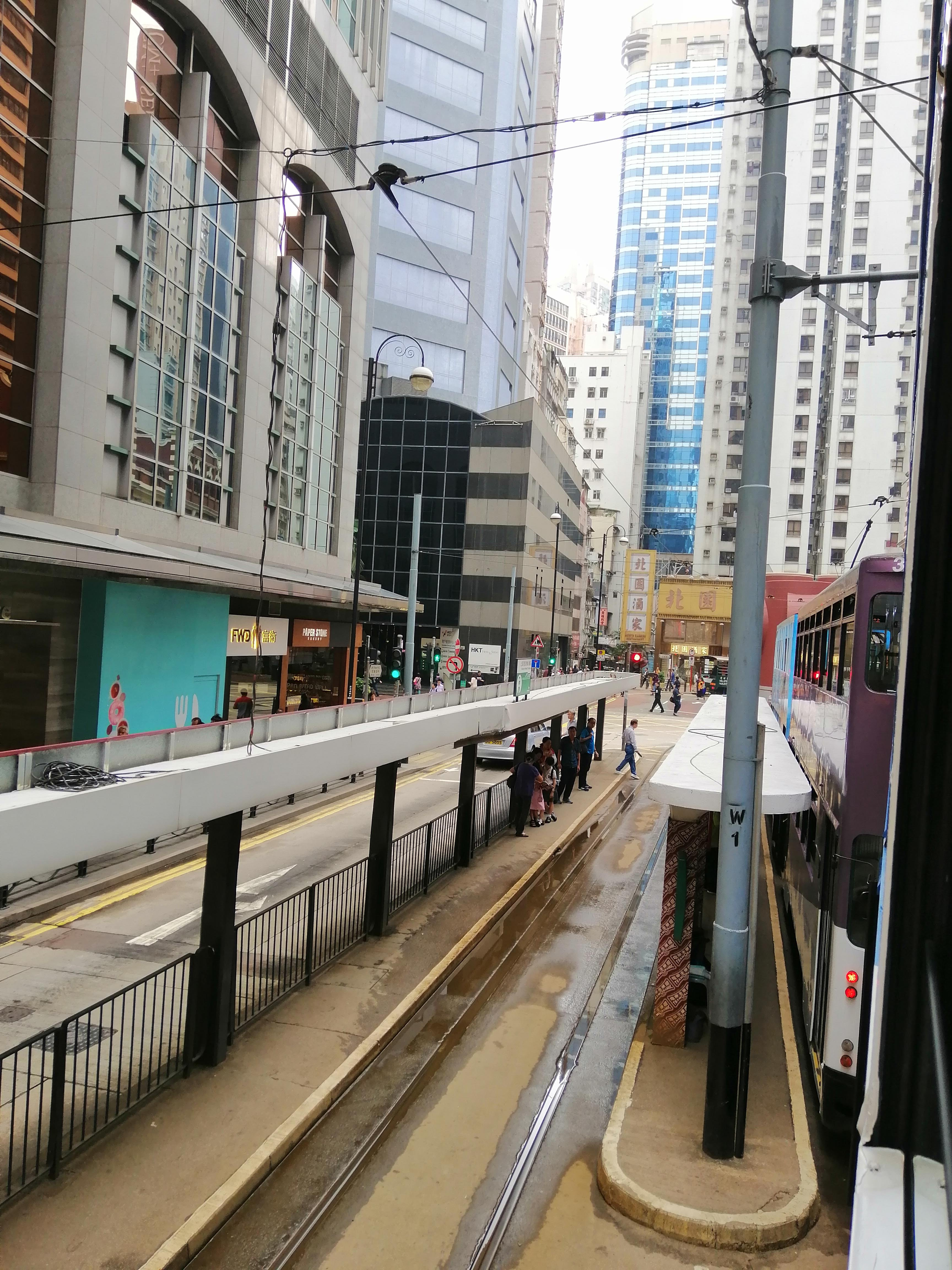
總站月台之一

上環（西港城）總站（英語：Western Market Terminus），中文又稱上環街市總站，是一個位於香港香港島上環德輔道中急庇利街與摩利臣街近西港城，屬於香港電車的電車總站，也是中西區內三個總站之一。

## 簡介
上環街市總站設有兩個月台：左方（南面）月台為西行電車的中途站，右方（北面）月台則為東行電車的起始站，但從堅尼地城或屈地街開出的東行電車並不會繞入此站作中途站。
上環街市總站因鄰近當時的上環街市而得名，隨著上環街市於1990年改名西港城，2000年代中期電車布牌上的「上環街市」也陸續被改為「上環（西港城）」。

## 總站路線
- 上環街市↔筲箕灣

## 鄰近設施
- 上環站（A1及B出口）
- 西港城
- 粵海投資大廈
- 信德中心及港澳客運碼頭